# 広島市安佐南区スポーツセンター
安佐南区スポーツセンター（あさみなみくスポーツセンター）は、広島市安佐南区にある複合型運動施設。
1994年のアジア競技大会では水泳会場として使用された。

## 沿革
- 1985年4月20日 - 安佐南区スポーツセンター開業。
- 2022年・2023年 - 耐震工事を施工。

## 諸室詳細
- 1階
  - プール：25mプール（25m×6コース、水深 1.2m - 1.4m）
  - 小プール（10m×4.5m、水深 0.6m）
  - 大体育室 45m×33m
  - 小体育室 32m×20m
  - 弓道場（遠的 60m、近的 28m）
  - トレーニング室
  - 保健室
  - 更衣室
  - シャワー室
  - 放送室
  - 会議室
- 2階
  - 柔剣道場（29m×15m）
  - 観覧席 359席（大体育室）、85席（柔剣道場）、112席（プール）
  - 放送室
  - 更衣室
  - シャワー室
  - 売店等
- 屋外
  - テニスコート
  - クレー系コート

## アクセス
- アストラムライン
  - 広島高速交通1号線：伴駅徒歩8分
- バス
  - フォーブル：スポーツセンター前バス停徒歩1分